# Klaus Wyrtki
Klaus Wyrtki (* 7. Februar 1925 in Tarnowitz (Oberschlesien), heute Tarnowskie Góry (Polen); † 5. Februar 2013) war ein deutsch-amerikanischer Ozeanograf an der University of Hawaiʻi at Mānoa.
Wyrtki ist vor allem für seine Arbeiten zum Verständnis des Meeresströmungs- und nachfolgend Klimaphänomens El Niño bekannt. Er entdeckte den äquatorialen Gegenstrom im Indischen Ozean, der auch als Wyrtki Jet bezeichnet wird. Weitere grundlegende Arbeiten Wyrtkis befassen sich mit Sauerstoff-Minimum-Zonen, Thermoklinen und thermohaliner Zirkulation.
Wyrtki studierte zwischen 1945 und 1948 an der Philipps-Universität Marburg Mathematik, Physik und Geografie und zwischen 1948 und 1950 an der Christian-Albrechts-Universität zu Kiel Ozeanografie, Physik und Mathematik. 1950 schloss er sein Studium mit der Promotion bei Georg Wüst Magna cum laude ab. Als Postdoktorand arbeitete er am Deutschen Hydrographischen Institut in Hamburg und – gefördert von der Notgemeinschaft der deutschen Wissenschaft (NDW) – an der Universität Kiel.
1954 übernahm Wyrtki die Leitung des Instituts für Meeresforschung in Jakarta, Indonesien. 1957 ging er als Forschungsgruppenleiter an die Abteilung für Fischerei und Ozeanografie des Commonwealth Scientific and Industrial Research Organisation in Sydney, Australien und 1961 in ähnlicher Position an das Scripps Institution of Oceanography in La Jolla, Kalifornien. 1964 erhielt er eine Professur für Ozeanografie an der University of Hawaiʻi at Mānoa, wo er bis zu seiner Emeritierung 1993 blieb. 1977 nahm er die US-amerikanische Staatsbürgerschaft an.
Klaus Wyrtki erhielt zahlreiche Auszeichnungen, darunter 1989 die Maurice Ewing Medal der American Geophysical Union, 1991 die Sverdrup Gold Medal der American Meteorological Society, 1992 die Albert-Defant-Medaille der Deutschen Meteorologischen Gesellschaft, 2003 die Prince Albert I Medal der International Association for the Physical Sciences of the Oceans (IAPSO) und 2004 die Alexander Agassiz Medal der National Academy of Sciences. 2007 wurde er zum Mitglied der American Academy of Arts and Sciences gewählt.
Wyrtki hat (Stand 2017) einen h-Index von 48. Er war verheiratet und hatte zwei Kinder.